# 1952年夏季奧林匹克運動會香港代表團
1952年夏季奧林匹克運動會香港代表團是英屬香港所派出，於1952年7月19日至8月3日在芬蘭赫爾辛基參加1952年夏季奧林匹克運動會的代表團。這是香港首次派代表團參加夏季奧運，共派出4名泳手參賽。隨行人員還有香港業餘體育協會暨奧林匹克委員會主席史堅拿和名譽秘書長沙理士，開幕禮旗手則由領隊伍儀文擔任。結果所有運動員都未能晉級決賽，但張乾文成為首位在奧運打破香港紀錄的泳手，以及首位晉級奧運游泳單項準決賽的香港泳手。

## 背景

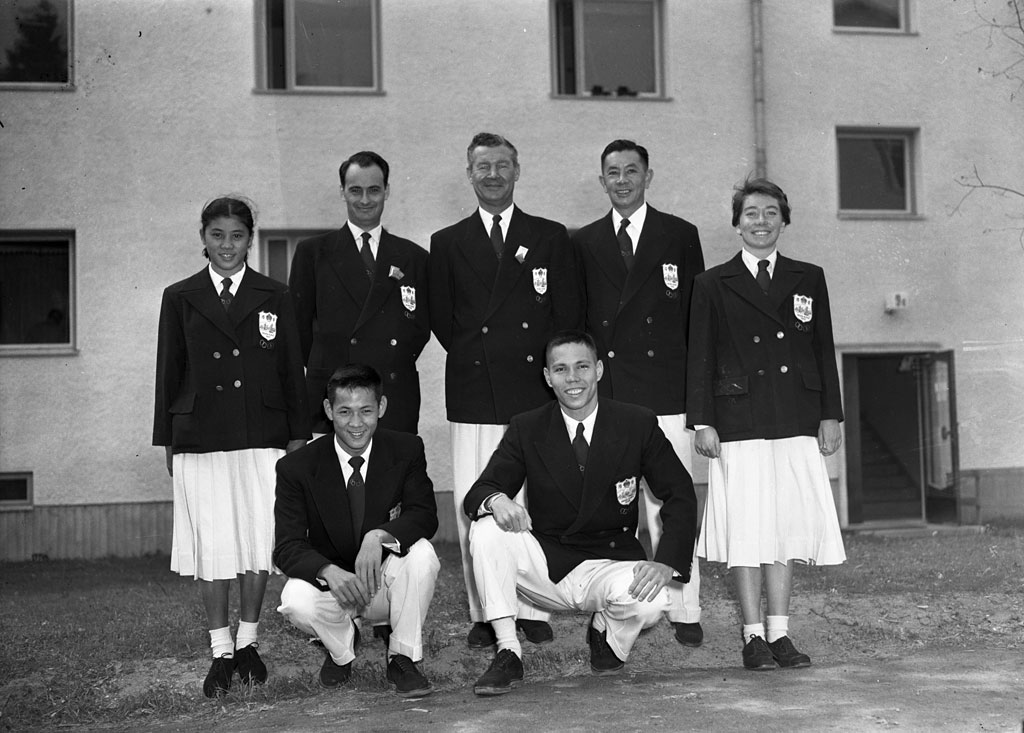
代表團團員合照
後排左起：郭錦娥、沙理士、史堅拿、伍儀文、施伊架
前排左起：張乾文、蒙帝路

香港自1842年起成為英國殖民地，在第二次世界大戰之前，華裔和外籍居民就已成立多家體育俱樂部，舉辦體育賽事和聯誼活動，並以此帶動香港的體育風氣:51-60。1952年之前，部分香港華裔運動員曾代表中華民國參加國際賽事，如1936年柏林奧運會的中華民國代表團中，泳手楊秀瓊，以及李惠堂等足球代表隊隊員都是香港出身，而香港則因為未設立地區奧林匹克委員會，而不能派隊參加奧林匹克運動會。1950年，香港足球總會（足總）會長摩士提出成立香港業餘體育協會（港協），負責取得奧運會、大英帝國運動會等國際運動會的參賽資格、聯絡各國際單項運動總會等。經過5個月的籌備，港協於1950年11月正式成立，由摩士擔任會長，由足總主席史堅拿擔任主席，由域多利遊樂會的沙理士擔任名譽秘書長。1951年7月，國際奧林匹克委員會承認港協為香港的地區奧委會，並確認香港的參賽資格。:63-64。鑑於香港居民複雜的國籍問題，沙理士於1951年6月致信國際奧委會，詢問香港是否可派出久居香港的非英籍人士參賽，以及如何對待因為中國大陸政局不明朗而無法代表中國參賽的中國籍香港居民，國際奧委會回覆稱只有香港的英籍人士可以代表香港出賽:64, 68。
香港業餘游泳總會的屬會在1950年舉行了一次晚會，籌得港幣1萬元，原計劃贊助7名男泳手，4名女泳手參加奧運，之後經由一連串激烈的選拔賽，遴選出4名奧運選手。代表團於1951年夏季成立，由3名體育官員和4名泳手組成，隨行人員則包括史堅拿、沙理士和領隊伍儀文:40，伍儀文也兼任開幕禮持旗手。除了先行出發，取道英國前往芬蘭的史堅拿，其餘成員均於1952年7月9日離開香港，臨行前沙理士指出港隊此行志在觀摩，而非奪標，代表團也帶同刻有代表團官員中文姓名的象牙印章，供其他國家的代表團留念。代表團經伊朗阿巴丹、希臘雅典、瑞士日內瓦，至7月14日抵達赫爾辛基:94。

## 運動員

### 游泳

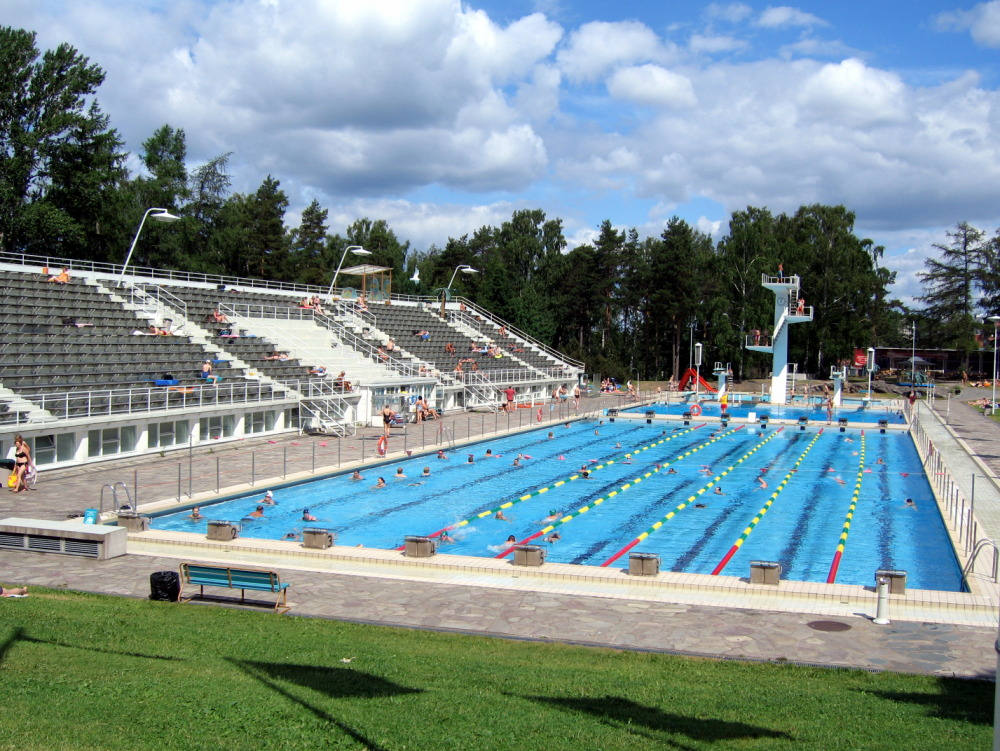
4名泳手在赫爾辛基露天游泳館參加游泳賽事

代表香港參加1951年奧運會的4名泳手包括男泳手蒙帝路、張乾文，以及女泳手施伊架、郭錦娥，他們在參加奧運之前就因屢次打破個人最佳成績和香港紀錄，而為人熟知，並通過選拔賽，成為香港首批奧運選手，之後他們曾在域多利會會址（今香港大會堂）接受前丹麥泳手呂克·羅斯（Lykke Rose）的訓練:39-40。7月19日奧運會開幕後，游泳項目於7月25日至8月2日假赫爾辛基露天游泳館舉行:220, 558。
男子組方面，蒙帝路和張乾文同樣參加了100米自由泳、400米自由泳和1500米自由泳賽事。100米自由泳賽事中，蒙帝路在預賽第2組以1分3.1秒完成，名列小組第5，總成績第52位，張乾文則在第3組游出1分0.3秒的成績，名列小組第5，總成績第23位，並打破1分1.1秒的舊香港紀錄。結果蒙帝路被淘汰，張乾文則晉級準決賽，最終他在準決賽以1分0.9秒，小組第8名（總成績第23名）的成績出局。蒙帝路和張氏隨後在400米自由泳賽事中各自以5分21.6秒（第2組第6名，總成績第47名）和5分11.4秒（第4組第6名，總成績第40名）完成，又於1500米自由泳賽事中各自游出22分26.7秒（第3組第6名，總成績第36名）和20分50.2秒（第4組第6名，總成績第28名），均未能晉級決賽。事後張氏認為自己落敗並不是因為技不如人，而是體力問題。
女子組方面，施伊架參加了100米自由泳和400米自由泳兩項賽事，她首先在100米自由泳預賽第1組游出1分16.8秒的成績（總成績並列第38位），復於400米自由泳預賽第3組以5分55.8秒完成（總成績第32名），均以小組第7的成績止步。參加200米蛙泳預賽的郭錦娥則在第2組游出3分19.2秒的成績，名列小組第6（總成績第30名），同樣未能晉級。《華僑日報》稱兩人的表現「無大進步」，並推測這是因為怯場和水性的緣故。
男子
| 運動員 | 項目         | 預賽    | 預賽 | 準決賽 | 準決賽 | 決賽   | 決賽   | 來源          |
| 運動員 | 項目         | 時間    | 排名 | 時間   | 排名   | 時間   | 排名   | 來源          |
| ------ | ------------ | ------- | ---- | ------ | ------ | ------ | ------ | ------------- |
| 蒙帝路 | 100米自由泳  | 1:03.1  | 52   | 未晉級 | 未晉級 | 未晉級 | 未晉級 | [ 19 ]        |
| 蒙帝路 | 400米自由泳  | 5:21.6  | 47   | 未晉級 | 未晉級 | 未晉級 | 未晉級 | [ 19 ]        |
| 蒙帝路 | 1500米自由泳 | 22:26.7 | 36   | 未晉級 | 未晉級 | 未晉級 | 未晉級 | [ 19 ]        |
| 張乾文 | 100米自由泳  | 1:00.3  | 23 Q | 1:00.9 | 23     | 未晉級 | 未晉級 | [ 20 ] [ 11 ] |
| 張乾文 | 400米自由泳  | 5:11.4  | 40   | 未晉級 | 未晉級 | 未晉級 | 未晉級 | [ 20 ] [ 11 ] |
| 張乾文 | 1500米自由泳 | 20:50.2 | 28   | 未晉級 | 未晉級 | 未晉級 | 未晉級 | [ 20 ] [ 11 ] |

女子
| 運動員 | 項目        | 預賽   | 預賽 | 準決賽 | 準決賽 | 決賽   | 決賽   | 來源   |
| 運動員 | 項目        | 時間   | 排名 | 時間   | 排名   | 時間   | 排名   | 來源   |
| ------ | ----------- | ------ | ---- | ------ | ------ | ------ | ------ | ------ |
| 施伊架 | 100米自由泳 | 1:16.8 | 38   | 未晉級 | 未晉級 | 未晉級 | 未晉級 | [ 21 ] |
| 施伊架 | 400米自由泳 | 5:55.8 | 32   | 未晉級 | 未晉級 | 未晉級 | 未晉級 | [ 21 ] |
| 郭錦娥 | 200米蛙泳   | 3:19.2 | 30   | 未晉級 | 未晉級 | 未晉級 | 未晉級 | [ 18 ] |

## 備註
1. ↑  至1951年應國際奧委會要求，改名為「香港業餘體育協會暨奧林匹克委員會」。
2. ↑  Chang & Lam (2005，第40頁)稱史堅拿當時已屆滿退休，但獲邀隨團觀察。《華僑日報》出版的1953年《香港年鑑》則稱史堅拿為團長，沙理士為領隊，伍儀文為管理[6]。

## 外部連結
- 奧運會官方紀錄